# آشوت سیمونیان
آشوت ژورایی سیمونیان (ارمنی: Աշոտ Ժորայի Սիմոնյան؛ زادهٔ ۷ نوامبر ۱۹۸۰) یک اقتصاددان، سیاستمدار اهل ارمنستان است که از تاریخ ۲۰۲۱ تا تاریخ ۲۰۲۶ سمت نمایندگی دوره هشتم مجلس ملی جمهوری ارمنستان را برعهده داشت.

## زندگی‌نامه
در ۷ نوامبر ۱۹۸۰ ‏ در کاتناغبیور به دنیا آمد و از دانشگاه دولتی اقتصاد ارمنستان فارغ‌التحصیل شد. 